# Болтышев, Виктор Иванович
Виктор Иванович Болтышев (1883—1917) — русский офицер, военный лётчик. Герой Первой мировой войны.

## Биография
Родился 18 октября 1883 года в селе Комаровка Саратовской губернии. В 1902 году окончил Тверское реальное училище, а в 1904 году Череповецкое реальное училище. Около семи месяцев проходил обучение в Московском Императорском техническом училище.
В 1914 году был призван из запаса, с назначением старшим унтер-офицером в Брест-Литовский крепостной авиационный отряд. 30 ноября 1914 года произведён в прапорщики. 18 декабря 1914 года приказом по Штабу 11-й армии был назначен летчиком-наблюдателем 26-го корпусного авиационного отряда. 24 февраля 1916 года произведён в подпоручики. С 15 октября 1916 года  назначен заведующим пулеметным делом 26-го авиационного отряда. 31 декабря 1916 года за храбрость был награждён Орденом Святого Георгия 4 степени:
За то, что, будучи в чине прапорщика, состоя наблюдателем на аэроплане, 2-го сентября 1915 года проник с явной для жизни своей опасностью в тыл неприятельского расположения и совершил воздушную разведку в долинах pек Стрыпы и Днестра, причем добытые им сведения послужили основанием для своевременной перегруппировки войск армии, способствовавшей поражению противника в районе д.д. Вурканов-Гайворонка
4 марта 1917 года произведён в поручики. 23 января 1917 года В. И.  Болтышев был убит на Юго-Западном фронте. Похоронен на Московском городском братском кладбище.